# Merikarvia
Merikarvia este o comună din Finlanda.